# Michalina Jagodzińska
Michalina Jagodzińska (ur. 23 sierpnia 1984) – polska siatkarka, grająca na pozycji libero. Od sezonu 2017/2018 występuje w drużynie AZS Politechnika Śląska Gliwice.

## Sukcesy klubowe
Mistrzostwo Słowacji:
- 2015, 2016, 2017